# Kawasaki P-2J
Kawasaki P-2J (яп. P-2J Пи: ни-дзей) — японский патрульный противолодочный самолёт морской авиации японских сил самообороны. Представляет собой модификацию самолёта Локхид P-2 «Нептун» американской компании «Локхид», с установкой турбовинтовых двигателей.

## История
В 1959 году японская компания «Кавасаки» приобрела лицензию на производство модификации самолёта Локхид P-2 «Нептун» Р-2Н. Самолёт оснащался поршневыми двигателями Райт R-3350-32W мощностью 3500 л с. и дополнительными ТРД Вестингауз К34. К 1965 году было построено 48 лицензионных самолётов Р-2Н.
В 1961 году компания Кавасаки начала разработку собственной модификации Локхид P-2 «Нептун». Прототипом новой версии стал самолёт с номером 4637. На него, вместо поршневых, установили два турбовинтовых двигателя «Дженерал Электрик» T64-IHI-10 мощностью по 2850 л.с., выпускавшимися в Японии. Вспомогательные ТРД Westinghouse J34 заменили на ТРД Ishikawajima-Harima IHI-J3.
Кроме установки турбовинтоовых двигателей были и другие изменения: увеличен запас топлива, установлено новое противолодочное и навигационное оборудование, мотогондолы двигателей были перепроектированы с целью уменьшения лобового сопротивления, переделаны шасси — вместо одного колеса большого диаметра основные стойки получили спаренные колеса меньшего диаметра.
В августе 1969 года начался серийный выпуск P-2J. В период с 1969 по 1982 год произведено 82 машины. С 1981 года по решению Совета Национальной Обороны Японии началась их замена на новый, американский самолёт Локхид Р-3 «Орион».

## Тактико-технические характеристики
- Экипаж: 7-8 человек
- Максимальная скорость: 649 км/ч
- Крейсерская скорость: 400 км/ч
- Дальность полёта максимальная: 4450 км
- Практический потолок: 9150 м
- Масса максимальная взлетная: 34000 кг
- Масса пустого самолёта: 19280 кг
- Размах крыла: 30,87 м
- Длина: 29,23 м
- Высота: 8,93 м
- Тип двигателя:
  - основные: 2 ТВД Ishikawajima-Harima (General Electric) T64-IHI-10E
  - вспомогательные: 2 ТРД Ishikawajima-Harima J3-IHI-7C

## Вооружение
Самолёт мог нести разнообразное вооружение на внешней подвеске и в отсеке вооружения. Широко применялись НАР — они подвешивались на четырёх или восьми пилонах под каждой консолью крыла.